# Liste des batailles de la guerre de la Cinquième Coalition
Cet article recense les sièges, les batailles terrestres et navales de la guerre de la Cinquième Coalition (10 avril 1809-14 octobre 1809). Il comprend :
- la  Guerre anglo-espagnole en 1808 (en)
- la reconquête espagnole de Saint-Domingue (en) du 7 novembre 1808 au 11 juillet 1809
- la campagne des Antilles en 1809 et 1810 (en)
- la campagne de l'île Maurice de 1809 à 1811
- la guerre austro-polonaise du 10 avril 1809 au 14 octobre 1809
- la campagne d'Allemagne et d'Autriche du 10 avril 1809 au 14 octobre 1809
- la rébellion du Tyrol du 8 avril 1809 à décembre 1809
- la campagne de Dalmatie  de fin avril à fin mai 1809
- la campagne de l'Adriatique de 1810-1812;

| Date                                      | Bataille                                 | Front                                                                     | Forces françaises et alliées                             | Forces de la coalition                                                              | Victoire où défaite française                         |
| ----------------------------------------- | ---------------------------------------- | ------------------------------------------------------------------------- | -------------------------------------------------------- | ----------------------------------------------------------------------------------- | ----------------------------------------------------- |
| 4 avril 1808                              | Bataille navale du 4 avril 1808 (en)     | Guerre anglo-espagnole en 1808 (en)                                       | Royaume d'Espagne                                        | Royaume-Uni de Grande-Bretagne et d'Irlande                                         | Défaite                                               |
| 7 novembre 1808                           | Bataille de Palo Hincado                 | Reconquête espagnole de Saint-Domingue (en)                               | Empire français                                          | Royaume d'Espagne                                                                   | Défaite                                               |
| du 7 novembre 1808 au 11 juillet 1809     | Siège de (en) Saint-Domingue             | Reconquête espagnole de Saint-Domingue (en)                               | Empire français                                          | Royaume-Uni de Grande-Bretagne et d'Irlande Capitainerie générale de Saint-Domingue | Défaite                                               |
| du 6 janvier 1809 au 14 janvier 1809      | Bataille de Cayenne                      | campagne des Antilles (en)                                                | Empire français                                          | Royaume de Portugal Brésil Royaume-Uni de Grande-Bretagne et d'Irlande              | Défaite                                               |
| 22 janvier 1809                           | Bataille navale de (en) Pointe-Noire     | campagne des Antilles (en)                                                | Empire français                                          | Royaume-Uni de Grande-Bretagne et d'Irlande                                         | Défaite                                               |
| du 30 janvier 1809 au 24 février 1809     | Prise de la Martinique                   | campagne des Antilles (en)                                                | Empire français                                          | Royaume-Uni de Grande-Bretagne et d'Irlande                                         | Défaite                                               |
| 10 février 1809                           | Bataille navale du 10 février 1809 (en)  | campagne des Antilles (en)                                                | Empire français                                          | Royaume-Uni de Grande-Bretagne et d'Irlande                                         | Défaite                                               |
| 10 avril 1809                             | Combat d'Axams                           | Rébellion du Tyrol                                                        | Royaume de Bavière                                       | Tyrol                                                                               | Indécise                                              |
| 11 avril 1809                             | Bataille de Sterzing                     | Rébellion du Tyrol                                                        | Royaume de Bavière                                       | Tyrol                                                                               | Défaite                                               |
| du 11 avril 1809 au 12 avril 1809         | Bataille de l'île d'Aix                  | campagne des Antilles (en)                                                | Empire français Royaume de Hollande                      | Royaume-Uni de Grande-Bretagne et d'Irlande                                         | Défaite                                               |
| du 12 avril 1809 au 13 avril 1809         | Bataille d'Innsbrück                     | Rébellion du Tyrol                                                        | Royaume de Bavière                                       | Empire d'Autriche Tyrol                                                             | Défaite                                               |
| du 14 avril 1809 au 17 avril 1809         | Expédition de (en) Troude                | campagne des Antilles (en)                                                | Empire français                                          | Royaume-Uni de Grande-Bretagne et d'Irlande                                         | Défaite                                               |
| 16 avril 1809                             | Bataille de Sacile                       | Campagne d'Allemagne et d'Autriche                                        | Empire français Royaume d'Italie                         | Empire d'Autriche                                                                   | Défaite                                               |
| d'avril au 11 mai 1809                    | Siège de Kufstein                        | Rébellion du Tyrol                                                        | Empire français Royaume de Bavière                       | Tyrol                                                                               | Victoire                                              |
| 19 avril 1809                             | Bataille de Teugen-Hausen                | Campagne d'Allemagne et d'Autriche                                        | Empire français                                          | Empire d'Autriche                                                                   | Victoire                                              |
| 19 avril 1809                             | Bataille de Raszyn                       | Guerre austro-polonaise                                                   | Duché de Varsovie Royaume de Saxe                        | Empire d'Autriche                                                                   | Indécise                                              |
| 20 avril 1809                             | Bataille d'Abensberg                     | Campagne d'Allemagne et d'Autriche                                        | Empire français Royaume de Bavière Royaume de Wurtemberg | Empire d'Autriche                                                                   | Victoire                                              |
| 21 avril 1809                             | Bataille de Landshut                     | Campagne d'Allemagne et d'Autriche                                        | Empire français Royaume de Bavière Royaume de Wurtemberg | Empire d'Autriche                                                                   | Victoire                                              |
| du 21 avril 1809 au 22 avril 1809         | Bataille d'Eckmühl                       | Campagne d'Allemagne et d'Autriche                                        | Empire français Royaume de Bavière Royaume de Wurtemberg | Empire d'Autriche                                                                   | Victoire                                              |
| 23 avril 1809                             | Bataille de Ratisbonne                   | Campagne d'Allemagne et d'Autriche                                        | Empire français                                          | Empire d'Autriche                                                                   | Victoire                                              |
| 24 avril 1809                             | Bataille de Volano                       | Rébellion du Tyrol                                                        | Empire français                                          | Empire d'Autriche Tyrol                                                             | Indécise                                              |
| 24 avril 1809                             | Bataille de Neumarkt-Sankt Veit          | Campagne d'Allemagne et d'Autriche                                        | Empire français Royaume de Bavière                       | Empire d'Autriche                                                                   | Défaite                                               |
| 25 avril 1809                             | Bataille de Radzyminem (pl)              | Guerre austro-polonaise                                                   | Duché de Varsovie                                        | Empire d'Autriche                                                                   | Victoire                                              |
| 26 avril 1809                             | Bataille de Grochów (pl)                 | Guerre austro-polonaise                                                   | Duché de Varsovie                                        | Empire d'Autriche                                                                   | Victoire                                              |
| du 26 avril 1809 au 30 avril 1809         | Combat de la rivière Zrmanja             | campagne de Dalmatie                                                      | Empire français                                          | Empire d'Autriche                                                                   | Défaite                                               |
| du 27 avril 1809 au 30 avril 1809         | Bataille de Caldiero                     | Campagne d'Allemagne et d'Autriche                                        | Empire français Royaume d'Italie                         | Empire d'Autriche                                                                   | Défaite                                               |
| du 2 mai 1809 au 3 mai 1809               | Bataille d’Ostrówek (pl)                 | Guerre austro-polonaise                                                   | Duché de Varsovie                                        | Empire d'Autriche                                                                   | Victoire                                              |
| 3 mai 1809                                | Bataille d'Ebersberg                     | Campagne d'Allemagne et d'Autriche                                        | Empire français                                          | Empire d'Autriche                                                                   | Victoire                                              |
| 7 mai 1809                                | Bataille de Kock (en)                    | Guerre austro-polonaise                                                   | Duché de Varsovie                                        | Empire d'Autriche                                                                   | Victoire                                              |
| 8 mai 1809                                | Bataille du Piave                        | Campagne d'Allemagne et d'Autriche                                        | Empire français Royaume d'Italie                         | Empire d'Autriche                                                                   | Victoire                                              |
| 11 mai 1809                               | Bataille de Lofer                        | Rébellion du Tyrol                                                        | Royaume de Bavière                                       | Tyrol                                                                               | Victoire                                              |
| 12 mai 1809                               | Bataille de Waidring                     | Rébellion du Tyrol                                                        | Royaume de Bavière                                       | Empire d'Autriche                                                                   | Victoire                                              |
| 13 mai 1809                               | Bataille de Wörgl                        | Rébellion du Tyrol                                                        | Empire français Royaume de Bavière                       | Empire d'Autriche                                                                   | Victoire                                              |
| du 14 mai 1809 au 15 mai 1809             | Bataille de Strass im Zillertal          | Rébellion du Tyrol                                                        | Royaume de Bavière                                       | Tyrol                                                                               | Victoire                                              |
| du 15 mai 1809 au 18 mai 1809             | Bataille de Malborghetto                 | Campagne d'Allemagne et d'Autriche                                        | Empire français                                          | Empire d'Autriche                                                                   | Victoire                                              |
| du 15 mai 1809 au 19 mai 1809             | Siège de Toruń (pl)                      | Guerre austro-polonaise                                                   | Duché de Varsovie                                        | Empire d'Autriche                                                                   | Victoire                                              |
| 16 mai 1809                               | Combat de Gospić                         | campagne de Dalmatie                                                      | Empire français                                          | Empire d'Autriche                                                                   | Indécise                                              |
| 17 mai 1809                               | Bataille de Linz-Urfahr (en)             | Campagne d'Allemagne et d'Autriche                                        | Empire français Royaume de Saxe Royaume de Wurtemberg    | Empire d'Autriche                                                                   | Victoire                                              |
| 21 mai 1809                               | Combat de Pribudić (hr),                 | campagne de Dalmatie                                                      | Empire français                                          | Empire d'Autriche                                                                   | Victoire                                              |
| 25 mai 1809                               | Première bataille de Bergisel            | Rébellion du Tyrol                                                        | Royaume de Bavière                                       | Empire d'Autriche Tyrol                                                             | Indécise                                              |
| 25 mai 1809                               | Bataille de Sankt Michael                | Campagne d'Allemagne et d'Autriche                                        | Empire français                                          | Empire d'Autriche                                                                   | Victoire                                              |
| 29 mai 1809                               | Deuxième bataille de Bergisel            | Rébellion du Tyrol                                                        | Royaume de Bavière                                       | Empire d'Autriche Tyrol                                                             | Défaite                                               |
| 11 juin 1809                              | Bataille de Jedliński (pl)               | Guerre austro-polonaise                                                   | Duché de Varsovie                                        | Empire d'Autriche                                                                   | Défaite                                               |
| 14 juin 1809                              | Bataille de Raab                         | Campagne d'Allemagne et d'Autriche                                        | Empire français Royaume d'Italie                         | Empire d'Autriche Royaume de Hongrie                                                | Victoire                                              |
| du 24 juin 1809 au 26 juin 1809           | Combat de Gratz                          | Campagne d'Allemagne et d'Autriche                                        | Empire français                                          | Empire d'Autriche                                                                   | Victoire                                              |
| 5 et 6 juillet 1809                       | Bataille de Wagram                       | Campagne d'Allemagne et d'Autriche                                        | Empire français                                          | Empire d'Autriche                                                                   | Victoire                                              |
| 4 et 5 août 1809                          | Bataille de Franzensfeste                | Rébellion du Tyrol                                                        | Royaume de Bavière Royaume de Saxe                       | Tyrol                                                                               | Défaite                                               |
| 7 juillet 1809                            | Combat de Korneuburg                     | Campagne d'Allemagne et d'Autriche                                        | Empire français Grand-duché de Hesse                     | Empire d'Autriche                                                                   | Défaite                                               |
| 8 juillet 1809                            | Combat de Stockerau                      | Campagne d'Allemagne et d'Autriche                                        | Empire français                                          | Empire d'Autriche                                                                   | Victoire                                              |
| 8 juillet 1809                            | Bataille de Gefrees (en)                 | Campagne d'Allemagne et d'Autriche                                        | Empire français Royaume de Saxe Royaume de Westphalie    | Empire d'Autriche Schwarze Schar                                                    | Défaite                                               |
| 9 juillet 1809                            | Bataille de Hollabrunn                   | Campagne d'Allemagne et d'Autriche                                        | Empire français                                          | Empire d'Autriche                                                                   | Défaite                                               |
| 10 juillet 1809                           | Combat de Schöngrabern                   | Campagne d'Allemagne et d'Autriche                                        | Empire français                                          | Empire d'Autriche                                                                   | Victoire                                              |
| 11 juillet 1809                           | Bataille de Znaïm                        | Campagne d'Allemagne et d'Autriche                                        | Empire français                                          | Empire d'Autriche                                                                   | Victoire Armistice de Znaïm puis Traité de Schönbrunn |
| 29 et 30 juillet 1809                     | Bataille de Halberstadt (en)             | Campagne d'Allemagne et d'Autriche                                        | Royaume de Westphalie                                    | Schwarze Schar                                                                      | Défaite                                               |
| du 30 juillet 1809 au 23 décembre 1809    | Expédition de Walcheren                  | Campagne d'Allemagne et d'Autriche                                        | Empire français Royaume de Hollande                      | Royaume-Uni de Grande-Bretagne et d'Irlande                                         | Victoire                                              |
| 1er août 1809                             | Bataille d'Ölper                         | Campagne d'Allemagne et d'Autriche                                        | Royaume de Westphalie                                    | Schwarze Schar                                                                      | Indécise                                              |
| 8 et 9 août 1809                          | Bataille de Pontlatzer Brücke            | Rébellion du Tyrol                                                        | Royaume de Bavière                                       | Tyrol                                                                               | Défaite                                               |
| 13 août 1809                              | Troisième bataille de Bergisel           | Rébellion du Tyrol                                                        | Royaume de Bavière Royaume de Saxe                       | Tyrol                                                                               | Défaite                                               |
| du 16 août 1809 au 25 août 1809           | Attaque de Sainte-Rose                   | Campagne de l'île Maurice                                                 | Empire français                                          | Royaume-Uni de Grande-Bretagne et d'Irlande                                         | Défaite                                               |
| du 10 septembre 1809 au 18 octobre 1809   | Rébellion de Gottscheer de 1809 (en)     | Campagne d'Allemagne et d'Autriche                                        | Empire français                                          | Rebelles Gottscheers (en)                                                           | Victoire                                              |
| du 20 septembre 1809 au 28 septembre 1809 | Attaque de Saint-Paul                    | Campagne de l'île Maurice                                                 | Empire français                                          | Royaume-Uni de Grande-Bretagne et d'Irlande                                         | Défaite                                               |
| 25 septembre 1809                         | Bataille d'Unken                         | Rébellion du Tyrol                                                        | Royaume de Bavière                                       | Tyrol                                                                               | Défaite                                               |
| 25 septembre 1809                         | Bataille du col de Lueg                  | Rébellion du Tyrol                                                        | Royaume de Bavière                                       | Tyrol Rebelles salzbourgeois                                                        | Défaite                                               |
| 3 octobre 1809                            | Bataille de Hallein                      | Rébellion du Tyrol                                                        | Royaume de Bavière                                       | Tyrol Rebelles salzbourgeois                                                        | Victoire                                              |
| 17 octobre 1809                           | Bataille de Melleck                      | Rébellion du Tyrol                                                        | Royaume de Bavière                                       | Tyrol                                                                               | Victoire                                              |
| 1er novembre 1809                         | Quatrième bataille de Bergisel           | Rébellion du Tyrol                                                        | Royaume de Bavière                                       | Tyrol                                                                               | Victoire                                              |
| 8 novembre 1809                           | Bataille de Pustertal                    | Rébellion du Tyrol                                                        | Empire français Royaume d'Italie                         | Tyrol                                                                               | Victoire                                              |
| 16 novembre 1809                          | Bataille de Meran                        | Rébellion du Tyrol                                                        | Royaume d'Italie                                         | Tyrol                                                                               | Défaite                                               |
| du 18 novembre 1809 au 22 novembre 1809   | Bataille de Sankt Leonhard in Passeier   | Rébellion du Tyrol                                                        | Empire français                                          | Tyrol                                                                               | Défaite                                               |
| 13 décembre 1809                          | Bataille navale du 13 décembre 1809 (en) | campagne des Antilles (en) Expédition de Roquebert dans les Caraïbes (en) | Empire français                                          | Royaume-Uni de Grande-Bretagne et d'Irlande                                         | Victoire                                              |
| 18 décembre 1809                          | Bataille navale du 18 décembre 1809 (en) | campagne des Antilles (en) Expédition de Roquebert dans les Caraïbes (en) | Empire français                                          | Royaume-Uni de Grande-Bretagne et d'Irlande                                         | Défaite                                               |
| du 28 janvier 1810 au 6 février 1810      | Invasion de la Guadeloupe                | campagne des Antilles (en)                                                | Empire français                                          | Royaume-Uni de Grande-Bretagne et d'Irlande                                         | Défaite                                               |
| de mars 1810 à avril 1810                 | Siège de Santa Maura (en)                | Campagne de l'Adriatique                                                  | Empire français                                          | Royaume-Uni de Grande-Bretagne et d'Irlande                                         | Défaite                                               |
| du 7 juillet 1810 au 9 juillet 1810       | Prise de l'île Bonaparte                 | Campagne de l'île Maurice                                                 | Empire français                                          | Royaume-Uni de Grande-Bretagne et d'Irlande                                         | Défaite                                               |
| du 27 août 1810 au 28 août 1810           | Bataille de Grand Port                   | Campagne de l'île Maurice                                                 | Empire français                                          | Royaume-Uni de Grande-Bretagne et d'Irlande                                         | Victoire                                              |
| du 29 novembre 1810 au 3 décembre 1810    | Prise de l'île de France                 | Campagne de l'île Maurice                                                 | Empire français                                          | Royaume-Uni de Grande-Bretagne et d'Irlande                                         | Défaite                                               |
| 13 mars 1811                              | Bataille de Lissa                        | Campagne de l'Adriatique                                                  | Empire français                                          | Royaume-Uni de Grande-Bretagne et d'Irlande                                         | Défaite                                               |
| 20 mai 1811                               | Bataille de Tamatave                     | Campagne de l'île Maurice                                                 | Empire français                                          | Royaume-Uni de Grande-Bretagne et d'Irlande                                         | Défaite                                               |
| 29 novembre 1811                          | Combat de Pirano                         | Campagne de l'Adriatique                                                  | Empire français                                          | Royaume-Uni de Grande-Bretagne et d'Irlande                                         | Défaite                                               |
| 22 février 1812                           | Combat de Pirano                         | Campagne de l'Adriatique                                                  | Empire français                                          | Royaume-Uni de Grande-Bretagne et d'Irlande                                         | Défaite                                               |